# Sindrome di Conn
La sindrome di Conn, o iperaldosteronismo primario, è una malattia dovuta ad un eccesso di produzione di aldosterone da parte della corticale del surrene con conseguente basso livello di renina. Spesso produce pochi sintomi. La maggior parte delle persone presenta alta pressione sanguigna che può causare danni alla vista (retinopatia ipertensiva) e/o emicranie. Occasionalmente possono esserci debolezza muscolare, spasmi muscolari, sensazioni di formicolio o urinazione eccessiva. Le complicanze includono malattie cardiovascolari come ictus, infarto miocardico, insufficienza renale e aritmie.
Può portare a ipopotassemia e alcalosi: l'aumentata produzione di aldosterone determina, infatti, una perdita di potassio nelle urine con conseguente ipokaliemia.
La condizione prende il nome da Jerome Conn (1907-1994), un endocrinologo statunitense che per primo la descrisse, nel 1955, durante il suo lavoro all'Università del Michigan.

## Epidemiologia
L'aldosteronemia primaria è presente in circa il 10% delle persone con pressione alta.  Si verifica più spesso nelle donne tra i 30 e i 50 anni di età. è la causa più comune di ipertensione secondaria.

## Cause

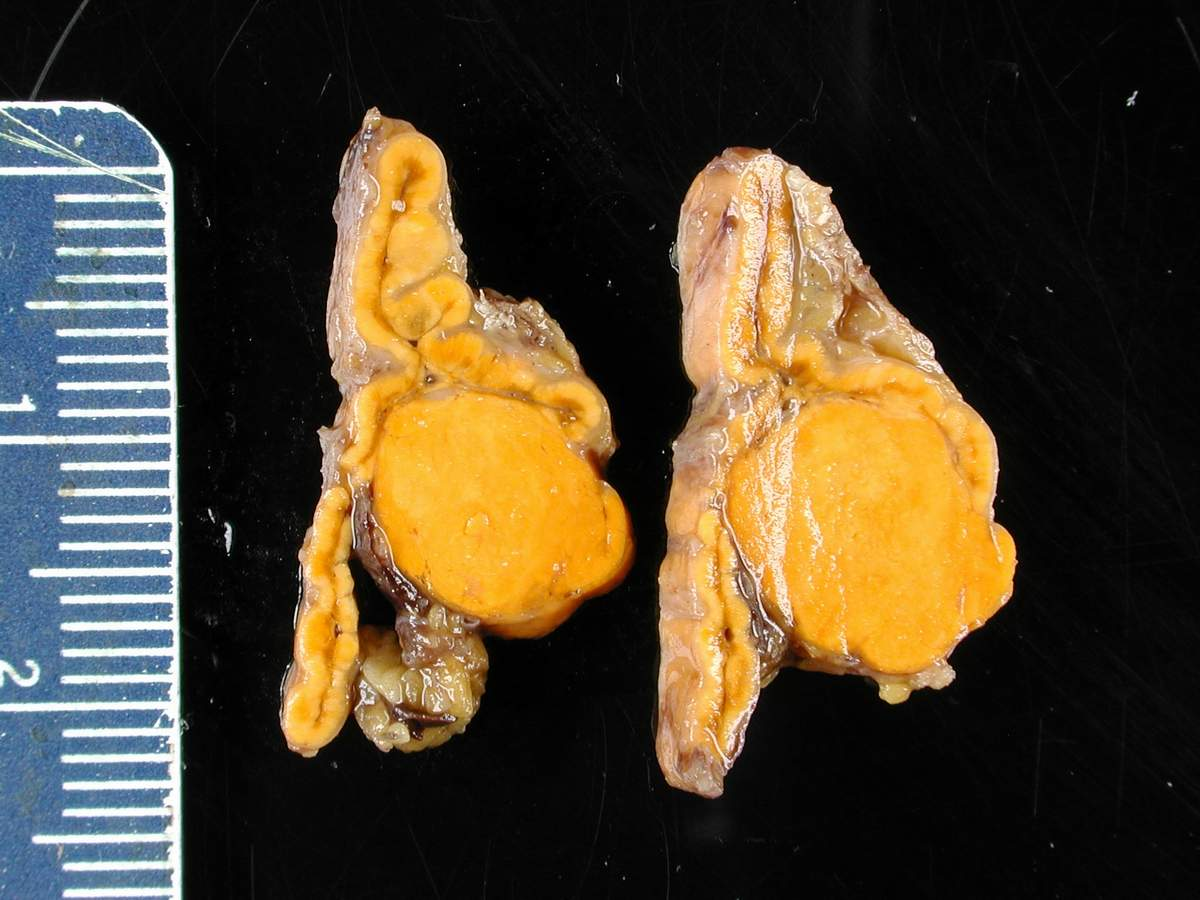
Sezione di surrene di un paziente con Sindrome di Conn in cui vi è un adenoma

L'iperaldosteronismo primario ha una serie di cause. Circa il 66% dei casi è dovuto ad una iperplasia surrenale idiopatica, il 33% dei casi è dovuto ad un adenoma surrenale che produce l'aldosterone . Altre cause non comuni includono un cancro surrenale e un disturbo ereditario chiamato iperaldosteronismo familiare.
Alcuni consigliano di fare screening nella popolazione ipertesa con maggiore rischio, mentre altri raccomandano di eseguire in tutte le persone con alta pressione sanguigna un'analisi per la Sindrome di Conn. Lo screening è di solito effettuato misurando il rapporto aldosterone-renina nel sangue con ulteriori test utilizzati per confermare i risultati positivi. Mentre il basso livello di potassio nel sangue, che è descritto classicamente in letteratura,  è presente solo in circa un quarto di persone.
Per determinare la causa sottostante si effettua l'imaging medico.
La condizione è data da:
- iperplasia surrenale congenita bilaterale (micronodulare) (66%)[2]
- Adenoma surrenale (sindrome di Conn) (33%)
- Iperplasia surrenale primaria (unilaterale) - 2% dei casi
- Carcinoma adrenocorticale che produce Aldosterone  <1% dei casi
- Iperaldosteronismo famigliare (FH)
- Aldosteronismo (FH tipo I), che può essere riparato dal glucocorticoide, <1% dei casi
- FH tipo II (APA o IHA) - <2% dei casi
- Adenoma o carcinoma produttivo di aldosterone ectopico - <0,1% dei casi

### Genetica
Il 40% delle persone affette da un adenoma surrenale che produce aldosterone presenta mutazioni somatiche di gain of function in un singolo gene (KCNJ5). Questo gene è mutato nei casi ereditari, anche se meno frequentemente. Queste mutazioni tendono ad avvenire in giovani donne con un adenoma nella zona fascicolata secernente cortisolo. Gli adenomi senza questa mutazione tendono a colpire uomini anziani con un'ipertensione resistente.

## Fisiopatologia
L'aldosterone ha effetti sulla maggior parte o su tutte le cellule del corpo, ma, clinicamente, le azioni più importanti sono sul rene, sulle cellule del tubulo distale e nel condotto di raccolta. Nelle cellule principali, l'aldosterone aumenta l'attività della sodio-potassio ATPasi nella membrana basalaterale e dei canali sodio apicali, ENaC, così come i canali di potassio, ROMK. Queste azioni aumentano il riassorbimento del sodio e la secrezione di potassio. L'aumento del riassorbimento del sodio, rispetto al potassio secreto, rende anche il lume del tubulo più elettricamente negativo, permettendo al cloruro di seguire il sodio. L'acqua segue quindi il sodio e il cloruro per osmosi. Nella sindrome di Conn, queste azioni causano un aumento del volume di sodio e di liquido extracellulare e una riduzione del potassio extracellulare. L'aldosterone agisce anche sulle cellule intercalate per stimolare l'ATPasi apicale, causando la secrezione di protoni che acidifica l'urina e alcalizza il fluido extracellulare.
In sintesi, l'iperaldosteronismo provoca l'ipernatremia, l'ipokalemia e l'alcalosi metabolica.
Inoltre l'aldosterone permette la stimolazione dell'ATPasi sodio-potassio nelle cellule muscolari, aumentando il potassio intracellulare e aumenta anche il riassorbimento di sodio lungo l'intestino e il nefrone. Infine, le cellule epiteliali dei condotti del sudore e della superficie distale del colon rispondono esattamente come le cellule principali del nefrone. Queste risposte sono importanti nell'adattamento al clima e come causa di costipazione nei quadri clinici con elevato aldosterone.
La ritenzione di sodio porta ad espansione del volume plasmatico e all'aumento di pressione arteriosa. Quest'ultima porterà ad un aumento della velocità di filtrazione glomerulare e causerà una diminuzione della rilascio di renina dalle cellule granulari dell'apparato iuxtaglomerulare nel rene, diminuendo il riassorbimento di sodio e restituendo l'escrezione renale di sodio a livelli prossimi ai normali consentendo al sodio di "sfuggire"  all'effetto dei mineralcorticoidi (noto anche come meccanismo di fuga dall'Aldosterone nel iperaldosteronismo primario che contribuisce anche all'aumento del livello di peptide natriuretico atriale.
In caso di iperaldosteronismo primario, la diminuzione della renina (e successiva riduzione dell'angiotensina II) non comporterà una riduzione dei livelli di aldosterone . Questo è uno strumento clinico molto utile nella diagnosi di iperaldosteronismo primario.

## Clinica
Tra i sintomi oltre all'ipertensione vi possono essere stanchezza, debolezza muscolare ed aumentata emissione di urine (poliuria), specie di notte (nicturia).
L'alta pressione sanguigna, le manifestazioni di crampi muscolari (a causa dell'ipereccitabilità dei neuroni per il basso livello di calcio nel sangue), la debolezza muscolare (dovuta all'ipoeccitabilità dei muscoli scheletrici secondaria all'ipocalemia) ed emicrania (a causa di bassi valori di potassio o di alta pressione sanguigna) possono essere osservate.
L'iperaldosteronismo secondario è spesso correlato a una diminuzione della gittata cardiaca associata a livelli di renina elevati.

## Diagnosi
Tra i test di screening:
- Kaliemia: la presenza di ipokaliemia è altamente suggestiva ma la sua assenza non esclude l'iperaldosteronismo primario (IP). La prevalenza è inferiore al 25%.[4]
- Rapporto aldosterone/renina (ARR): un rapporto superiore a 100 (quando l'aldosterone è misurato come pmol/L e la renina come mU/L) è altamente suggestivo di IP. Una limitazione all'utilizzo dell'ARR è la presenza di ipertensione a bassa renina.[4]

Per confermare il sospetto e arrivare alla diagnosi definitiva:
- Test di soppressione al fludrocortisone
- Test di carico salino orale
- Test di infusione salina

Infine, per individuarne la causa e la lateralità:

- TC o scintigrafia per l'imaging surrenale
- Cateterismo venoso surrenalico
- Per FH tipo I: test genetico o test di soppressione con desametasone.

## Trattamento
Alcuni casi possono essere curati rimuovendo l'adenoma con un intervento chirurgico. Può anche essere rimossa una singola ghiandola surrenale nei casi in cui solo una sia aumentata di volume. Nei casi dovuti all'aumento di volume di entrambe le ghiandole il trattamento è in genere con farmaci come antagonisti dell'aldosterone come spironolattone o eplerenone. Possono anche essere necessari altri farmaci per la gestione dell'alta pressione sanguigna e una dieta a basso contenuto di sale.  Alcune persone con iperaldosteronismo familiare possono essere trattate con uno steroide come il desametasone.